# Mini Motorways
Mini Motorways (укр. Міні-автомагістралі) — це стратегічна відеоігра від новозеландського інді-розробника Dinosaur Polo Club. Це відгалуження гри Mini Metro від тієї ж студії.
Гра доступна через Apple Arcade для операційних систем Apple iOS, tvOS і iPadOS (з вересня 2019 р.) і MacOS (з жовтня 2019 р.). Випуск у Steam запланований на травень 2021 року.

## Зміст
На Міні-автомагістралях гравець повинен намалювати діючу дорожню мережу. Місто постійно зростає, коли будуються нові напрямки (наприклад, магазини чи компанії) і тоді ж з’являються нові будинки. Ці цілі та будинки мають кольори. Потім машини їдуть від будинків і підбирають щось із мішеней того ж кольору. Кожен предмет, який успішно підібраний і повернутий додому, коштує одного бала.
Гра закінчується, якщо занадто багато предметів, які не були підібрані, застрягли в пункті призначення.
Для дорожньої мережі гравцеві доступні різні елементи:
- Вулиці
- Автостради (можна прокласти над будинками та іншими вулицями)
- Світлофори
- Мости (дозволяють перетинати водойми)
- Тунелі (дозволити будівництво дороги під горами)

## Прийом
Гра набрала в середньому 3,9 із 5 зірок (на основі 488 рейтингів) в App Store на квітень 2021 р. Перш за все хвалиться ігрова ідея, яка відповідає Mini Metro, але все ще відрізняється. Гра ігор також була визнана доброю. Помилка, в якій автомобілі без причини припиняли їзду, критикувалася протягом тривалого періоду часу: «З моменту останнього оновлення машини зупинялися на перехрестях — гра закінчена“. „Автомобілі забиваються на автостоянках і не їздять. Ви програли гру лише тому, що машини не виїжджали зі стоянки, хоча місця для них було достатньо“. „На жаль, машини постійно зупиняються — як на вулицях, так і в центрах“. Ця помилка була виправлена пізніше.